# Ute Kircheis-Wessel
Ute Kircheis-Wessel est une fleurettiste allemande née le 18 mars 1953 à Niederaußem.

## Carrière
La fleurettiste ouest-allemande participe aux épreuves de fleuret individuelle et par équipe des Jeux olympiques d'été de 1976 à Montréal, terminant respectivement aux trente-deuxième et quatrième places. Elle est sacrée championne olympique avec ses coéquipières Zita Funkenhauser, Christiane Weber, Cornelia Hanisch et Sabine Bischoff en épreuve par équipe lors des Jeux olympiques d'été de 1984 à Los Angeles.